# Cai Xuetong
Dans ce nom chinois, le nom de famille, Cai, précède le nom personnel.
Pour les articles homonymes, voir Cai.
Cai Xuetong (chinois : 蔡雪桐 ; pinyin : Cài Xuětóng), née le 26 septembre 1993 à Harbin, est une snowboardeuse chinoise spécialisée dans les épreuves de Half-pipe. 
Au cours de sa carrière, elle a disputé les Jeux olympiques d'hiver à Vancouver en 2010 et à Sotchi en 2014, et elle a participé à quatre mondiaux où elle prend la vingt-septième place en 2009 à Gangwon, la sixième place en 2011 à La Molina, avant d'être sacrée championne du monde en 2015 à Kreischberg, en 2017 à Sierra Nevada et en 2023 à Bakuriani. Enfin en coupe du monde, elle a réalisé son premier podium en novembre 2009 à Saas-Fee et au total elle a gagné huit manches et réussi neuf autres podiums. En 2009, elle a également remporté le titre de championne du monde junior de half-pipe à Nagano.

## Palmarès

### Championnats du monde
- Kreischberg - Mondiaux 2015 :
  -  Médaillée d'or en halfpipe.
- Sierra Nevada - Mondiaux 2017 :
  -  Médaillée d'or en halfpipe.
- Aspen - Mondiaux 2019 :
  -  Médaillée d'argent en halfpipe.
- Bakuriani - Mondiaux 2023 :
  -  Médaillée d'or en halfpipe.

### Coupe du monde
- Première saison en coupe du monde en 2009-2010.
- 3 gros globe de cristal :
  - Vainqueur du classement freestyle en 2011, 2012 et en 2020.
- 7 petits globe de cristal :
  - Vainqueur du classement halfpipe en 2010, 2011, 2012, 2016, 2019, 2020 et en 2022.
- 33 podiums dont 14 victoires en half-pipe.

#### Détails des victoires
| Saison    | Halp-pipe                      |
| --------- | ------------------------------ |
| 2009-2010 | Stoneham                       |
| 2010-2011 | Saas-Fee Stoneham Calgary      |
| 2011-2012 | Cardrona Stoneham              |
| 2015-2016 | Cardrona Sapporo               |
| 2018-2019 | Secret Garden Mammoth Mountain |
| 2019-2020 | Mammoth Mountain Calgary       |
| 2021-2022 | Copper Mountain                |
| 2023-2024 | Secret Garden                  |